# Галацький трамвай
Галацький трамвай — діюча трамвайна мережа в румунському місті Галац, якою керує «Трансурб Галац» (рум. Transurb Galați).
Є основою місцевого громадського транспорту , має довжину маршрутів 11,7 км, що робить його однією з найкоротших трамвайних мереж у Румунії. 
На початку ХХІ століття частково відремонтований. 
Окрім автобусів, у Галаці працюють дві тролейбусні лінії.

## Історія
У 1895 році затверджено «Acte constitutif et statuts de la societé anonyme d'explotation des tramways de Galatz et de Roumanie» («Конституційний акт і статут анонімної компанії для експлуатації трамваїв у Галаці та в Румунії»).
Історія галацького трамвая починається з заснування бельгійськими акціонерами Societé anonyme d'exploitation des tramways de Galatz et de Roumanie 22 вересня 1895 року. 
Ця компанія отримала концесію на експлуатацію трамвая в Галаці в 1900 році. 
Концесія включала будівництво п’яти ліній електричного трамваю з колією 1000 мм,  загальною довжиною колії 26,5 км.
Перша трамвайна лінія була введена в експлуатацію 14 серпня 1900 року. 
Рухомий склад мав 18 моторних вагонів і 18 причепів.
З січня 1917 року по червень 1919 року через Першу світову війну в місті Галац трамвайний рух було припинено.
У 1931 році компанія Uzinele Communale Galati взяла на себе управління громадським транспортом і забезпечення електричним транспортом і запровадила 19 нових трамваїв, побудованих на Галацькій морській корабельні.
З 1944 року трамвайний рух було знову припинено. 
У 1948 році було створено муніципальне підприємство «Галац» (МКГ) (працювало лише 7 відновлених і відремонтованих трамваїв).
У 1962 році була створена Галацька міська транспортна компанія, яка мала у своєму розпорядженні: 55 трамваїв, 15 таксі, 31 автобус і 30 вантажівок. Трамвайне депо було створено на Piața IC Frimu, у будівлі першого авіаційного ангара в Галаці.
У 1960-х роках місто зазнало економічний бум із будівництвом величезного сталеливарного заводу на 30 000 робітників на захід від міста. 
Щоб забезпечити рух між містом і металургійним заводом, у 1971 році від металургійного заводу до району Тигліна 3 був побудований перший трамвайна лінія стандартної колії. 
Відтоді трамваї курсують містом двома коліями. 
До 1975 року інші метрові лінії були поступово перешиті на стандартну колію. 
З 1981 року позмінний рух до металургійного заводу здійснювався тривагонними поїздами T3R і Timis 2. 
До сьогоднішнього дня місто Галац і трамвайне сполучення в основному підпорядковане ритму робочих змін металургійного заводу. 
У листопаді 1979 року було створено Повітове підприємство місцевого транспорту (IJTL), яке працює й сьогодні під назвою SC Transurb SA і мало: 170 трамвайних вагонів, з яких 55 причепів, 32,8 км одноколійної колії з колією 1435 мм, нове депо на 50 трамвайних вагонів, три станції відновлення та дві станції технічного обслуговування загальною місткістю 600 одиниць транспортних засобів.
Після 1980 року трамвайні лінії подовжено до 33,8 км. Нові маршрути були відкриті на вулицях 13 Iunie, Scânteii, між Siderurgistilor і Gh Asachi і на G. Coșbuc B-dul, між Piersicului і Basarabiei, Suliței street і Ștefan cel Mare.
Трамваї стали основним засобом громадського транспорту. Щобільше, завдяки економічності експлуатації їх почали використовувати ще й для перевезення вантажів. Спеціально організовані трамваї перевозили переважно овочі та фрукти зі складу ILF у Калеа-Прутулуї до П'яца-Маре. Введено в експлуатацію три випрямні підстанції на східних воротах комбінату, на Північній дільниці та на станції ЦФР. Розширено трамвайне депо № 1, збільшено потужності з обслуговування та ремонту вдвічі. У північній частині міста збудовано нове депо на 100 трамваїв
11 січня 1991 року засновано RATUGSC Transurb SA, яке виникло в 1998 році в результаті реорганізації RATU Galati.
У 1990-2011 рр. трамвайна мережа почала скорочуватися. Лінії на бульварі Траян, бульварі Кошбуц, вул. Буковини, вул. Міхая Браву, вул. Гарій, вул. Ана Іпетеску, вул. Порт, лінію між Об'єднаними Північними воротами та Східною прохідною залишається, але не працює.
З 6 січня 2020 року трамвайна мережа міста зазнає генеральної модернізації разом із Депо 1 на Piața Energiei. Мер Іонуц Флорін Пучеану (PSD) також підписує контракт на постачання вісім трамваїв Astra Vagoane Călători.
У 2021 році трамвай знову запрацював, оскільки завершилися роботи з ремонту лінії. У листопаді 2021 року почав курсувати 7 трамваїв, у 2022 році — 39, а на початку 2023 року — 44. Залишилося лише 3 лінії — 7, 39 та 44.
Надходять нові трамваї. Першими прибули у серпні 2021 року нові трамваї типу Astra Autentic. До кінця 2021 року поставлено всі трамваї Astra Autentic, 8 одиниць. Наразі проходить аукціон на ще одну партію з 10 нових трамваїв максимальною довжиною 20 м.
Зараз курсують 8 нових трамваїв Astra Autentic, а також 10-12 старих трамваїв Duewag Z-GT6, залежно від часу доби. У січні 2024 року було підписано контракт на закупівлю 10 нових трамваїв Astra Autentic, схожих на ті, що працюють з 2021 року. Тендер виграла компанія Astra Vagoane у грудні 2023 року.

## Маршрути
Станом на 2023 рік у місті налічувалося 3 регулярні трамвайні маршрути:
- № 7: Мікро 19 — площа Центральна
- № 39: Мікро 19 — Депо № 2
- № 44: Комат — площа Центральна

## Рухомий склад
- Astra Vagoane Călători[de]: 8 одиниць.
- GT6-70D/N[de]: 21 одиниця